# Brno Alligators
I Brno Alligators sono una squadra di football americano di Brno, nella Repubblica Ceca, fondata nel 1991.

## Dettaglio stagioni

### Tornei nazionali

#### Tackle

##### Prima squadra

###### Divize A/ČLAF A/Divize I/ČLAF
| Stagione | regular season | regular season | regular season | regular season | regular season | regular season | playoff | playoff | playoff | playoff | playoff | playoff    | playoff          |
|          | Vin            | Par            | Per            | Tot            | PF             | PS             | Vin     | Per     | Tot     | PF      | PS      | risultato  | avversaria       |
| -------- | -------------- | -------------- | -------------- | -------------- | -------------- | -------------- | ------- | ------- | ------- | ------- | ------- | ---------- | ---------------- |
| 1994     | 3              | 0              | 3              | 6              | 71             | 99             | -       | -       | -       | -       | -       | -          | -                |
| 1995     | -              | -              | -              | -              | -              | -              | 0       | 1       | 1       | 0       | 1       | Semifinale | Prague Panthers  |
| 1996     | 4              | 0              | 2              | 6              | 303            | 114            | 0       | 1       | 1       | 21      | 32      | Semifinale | Ostrava Steelers |
| 1997     | 5              | 0              | 4              | 9              | 229            | 130            | 0       | 1       | 1       | 34      | 35      | Semifinale | Prague Panthers  |
| 1998     | 3              | 1              | 5              | 9              | 228            | 261            | -       | -       | -       | -       | -       | -          | -                |
| 1999     | 8              | 0              | 2              | 10             | 305            | 208            | 0       | 1       | 1       | 6       | 23      | Semifinale | Prague Lions     |
| 2000     | 1              | 0              | 5              | 6              | 33             | 180            | 0       | 1       | 1       | 0       | 57      | Semifinale | Prague Panthers  |
| 2001     | 1              | 0              | 3              | 4              | 29             | 123            | 2       | 1       | 3       | 82      | 64      | Czech Bowl | Prague Panthers  |
| 2002     | 8              | 0              | 1              | 9              | 329            | 67             | 1       | 1       | 2       | 34      | 70      | Czech Bowl | Prague Panthers  |
| 2003     | 5              | 0              | 2              | 7              | 199            | 112            | 1       | 1       | 2       | 63      | 27      | Semifinale | Prague Panthers  |
| 2004     | 5              | 0              | 3              | 8              | 238            | 125            | 1       | 1       | 2       | 20      | 58      | Semifinale | Prague Lions     |
| 2005     | 2              | 0              | 6              | 8              | 79             | 205            | 0       | 1       | 1       | 0       | 21      | Wild Card  | Havířov Devils   |
| 2008     | 2              | 0              | 4              | 6              | 115            | 175            | 0       | 1       | 1       | 8       | 50      | Semifinale | Prague Lions     |
| 2009     | 5              | 0              | 2              | 7              | 160            | 108            | 1       | 1       | 2       | 42      | 32      | Semifinale | Prague Lions     |
| 2010     | 3              | 0              | 3              | 6              | 154            | 162            | -       | -       | -       | -       | -       | -          | -                |
| 2011     | 1              | 0              | 6              | 7              | 37             | 195            | -       | -       | -       | -       | -       | -          | -                |
| 2012     | 4              | 0              | 5              | 9              | 152            | 190            | 0       | 1       | 1       | 14      | 40      | Wild Card  | Prague Lions     |
| 2013     | 4              | 0              | 4              | 8              | 160            | 218            | 0       | 1       | 1       | 14      | 28      | Semifinale | Prague Lions     |
| 2014     | 2              | 0              | 6              | 8              | 142            | 220            | -       | -       | -       | -       | -       | -          | -                |
| 2015     | 0              | 0              | 8              | 8              | 52             | 291            | -       | -       | -       | -       | -       | Retrocessi | -                |
| 2018     | 3              | 0              | 7              | 10             | 148            | 367            | -       | -       | -       | -       | -       | -          | -                |
| 2019     | 0              | 0              | 10             | 10             | 151            | 394            | -       | -       | -       | -       | -       | -          | -                |
| 2020     | 3              | 0              | 5              | 8              | 144            | 221            | -       | -       | -       | -       | -       | -          | -                |
| 2021     | 2              | 0              | 4              | 6              | 131            | 228            | -       | -       | -       | -       | -       | -          | -                |
| Totale   | 74             | 1              | 100            | 175            | 3589           | 4393           | 6       | 14      | 20      | 338     | 538     |            |                  |

Fonti: Enciclopedia del Football - A cura di Roberto Mezzetti

###### ČLAF B/Č2LAF
| Stagione | regular season | regular season | regular season | regular season | regular season | regular season | playoff | playoff | playoff | playoff | playoff | playoff   | playoff             |
|          | Vin            | Par            | Per            | Tot            | PF             | PS             | Vin     | Per     | Tot     | PF      | PS      | risultato | avversaria          |
| -------- | -------------- | -------------- | -------------- | -------------- | -------------- | -------------- | ------- | ------- | ------- | ------- | ------- | --------- | ------------------- |
| 2006     | 4              | 0              | 0              | 4              | 105            | 12             | 2       | 0       | 2       | 67      | 6       | Campioni  | Liberec Highlanders |
| 2007     | 6              | 0              | 0              | 6              | 200            | 41             | 2       | 0       | 2       | 76      | 12      | Campioni  | Pilsen Tornadoes    |
| 2017     | 6              | 1              | 1              | 8              | 307            | 161            | 1       | 0       | 1       | 38      | 31      | Campioni  | Brno Sigrs          |
| Totale   | 16             | 1              | 1              | 18             | 612            | 214            | 5       | 0       | 5       | 181     | 49      |           |                     |

Fonti: Enciclopedia del Football - A cura di Roberto Mezzetti

###### Č3LAF
| Stagione | regular season | regular season | regular season | regular season | regular season | regular season | playoff | playoff | playoff | playoff | playoff | playoff   | playoff        |
|          | Vin            | Par            | Per            | Tot            | PF             | PS             | Vin     | Per     | Tot     | PF      | PS      | risultato | avversaria     |
| -------- | -------------- | -------------- | -------------- | -------------- | -------------- | -------------- | ------- | ------- | ------- | ------- | ------- | --------- | -------------- |
| 2016     | 6              | 0              | 0              | 6              | 208            | 13             | 2       | 0       | 2       | 136     | 20      | Campioni  | Znojmo Knights |
| Totale   | 6              | 0              | 0              | 6              | 208            | 13             | 2       | 0       | 2       | 136     | 20      |           |                |

Fonti: Enciclopedia del Football - A cura di Roberto Mezzetti

##### Giovanili

###### ČJLAF
| Stagione | regular season | regular season | regular season | regular season | regular season | regular season | playoff | playoff | playoff | playoff | playoff | playoff      | playoff             |
|          | Vin            | Par            | Per            | Tot            | PF             | PS             | Vin     | Per     | Tot     | PF      | PS      | risultato    | avversaria          |
| -------- | -------------- | -------------- | -------------- | -------------- | -------------- | -------------- | ------- | ------- | ------- | ------- | ------- | ------------ | ------------------- |
| 2001     | 2              | 0              | 0              | 2              | 67             | 8              | -       | -       | -       | -       | -       | Campioni     | -                   |
| 2002     | 1              | 0              | 3              | 4              | 38             | 36             | -       | -       | -       | -       | -       | -            | -                   |
| 2003     | 0              | 0              | 4              | 4              | 6              | 107            | -       | -       | -       | -       | -       | -            | -                   |
| 2004     | 0              | 0              | 6              | 6              | 26             | 212            | -       | -       | -       | -       | -       | -            | -                   |
| 2005     | 1              | 0              | 3              | 4              | 20             | 101            | 1       | 1       | 2       | 12      | 116     | Quarto posto | Prague Lions        |
| 2006     | 2              | 0              | 2              | 4              | 57             | 88             | 1       | 1       | 2       | 77      | 10      | Terzo posto  | Bratislava Monarchs |
| 2007     | 0              | 0              | 5              | 5              | 5              | 151            | -       | -       | -       | -       | -       | -            | -                   |
| 2008     | 1              | 0              | 4              | 5              | 34             | 126            | -       | -       | -       | -       | -       | -            | -                   |
| 2009     | 0              | 0              | 4              | 4              | 39             | 106            | -       | -       | -       | -       | -       | -            | -                   |
| 2010     | 1              | 0              | 5              | 6              | 23             | 175            | -       | -       | -       | -       | -       | -            | -                   |
| Totale   | 8              | 0              | 36             | 44             | 315            | 1110           | 2       | 2       | 4       | 89      | 126     |              |                     |

Fonti: Enciclopedia del Football - A cura di Roberto Mezzetti

#### Flag

##### Prima squadra

###### Flagové mistrovství
| Stagione | regular season | regular season | regular season | regular season | regular season | regular season | playoff | playoff | playoff | playoff | playoff | playoff                | playoff           |
|          | Vin            | Par            | Per            | Tot            | PF             | PS             | Vin     | Per     | Tot     | PF      | PS      | risultato              | avversaria        |
| -------- | -------------- | -------------- | -------------- | -------------- | -------------- | -------------- | ------- | ------- | ------- | ------- | ------- | ---------------------- | ----------------- |
| 2011     | 3              | 0              | 0              | 3              | 112            | 26             | 2       | 2       | 2       | 113     | 129     | Terzo posto            | Mláďátka Brno     |
| 2011     | 1              | 0              | 2              | 3              | 52             | 65             | -       | -       | -       | -       | -       | -                      | -                 |
| 2012     | 1              | 0              | 2              | 3              | 94             | 102            | 0       | 1       | 1       | 48      | 40      | Wild Card              | Pardubice Riders  |
| 2015     | 2              | 0              | 0              | 2              | 62             | 30             | 2       | 1       | 3       | 67      | 58      | Quinto posto           | Air Force         |
| 2015     | 0              | 0              | 2              | 2              | 14             | 84             | 1       | 1       | 2       | 28      | 58      | Undicesimo posto       | Pirates Pardubice |
| 2016     | 1              | 0              | 1              | 2              | 52             | 51             | 1       | 1       | 2       | 31      | 48      | Semifinale 5º-8º posto | Budweis Hellboys  |
| Totale   | 8              | 0              | 7              | 15             | 386            | 358            | 6       | 6       | 12      | 287     | 333     |                        |                   |

Fonti: Enciclopedia del Football - A cura di Roberto Mezzetti

##### Giovanili

###### Flagová soutěž juniorů
| Stagione | regular season | regular season | regular season | regular season | regular season | regular season | playoff | playoff | playoff | playoff | playoff | playoff      | playoff          |
|          | Vin            | Par            | Per            | Tot            | PF             | PS             | Vin     | Per     | Tot     | PF      | PS      | risultato    | avversaria       |
| -------- | -------------- | -------------- | -------------- | -------------- | -------------- | -------------- | ------- | ------- | ------- | ------- | ------- | ------------ | ---------------- |
| 2016     | 6              | 0              | 14             | 20             | 362            | 404            | -       | -       | -       | -       | -       | -            | -                |
| 2017     | 6              | 1              | 5              | 12             | 414            | 343            | 0       | 2       | 2       | 21      | 52      | Quarto posto | Budweis Hellboys |
| Totale   | 12             | 1              | 19             | 32             | 776            | 747            | 0       | 2       | 2       | 21      | 52      |              |                  |

Fonti: Enciclopedia del Football - A cura di Roberto Mezzetti

### Riepilogo fasi finali disputate
| Anno           | Luogo | Evento | Fase del torneo | Incontro                         | Risultato |
| 16 luglio 2016 | Brno  | Č3LAF  | Bronze Bowl     | Brno Alligators - Znojmo Knights | 81 - 6    |
| 9 luglio 2017  | Brno  | Č2LAF  | Silver Bowl     | Brno Sigrs - Brno Alligators     | 31 - 38   |

## Palmarès
- 3 Silverbowl (2006, 2007, 2017)
- 1 Bronze Bowl (2016)
- 1 Campionato junior (2001)